# Préfecture autonome buyei et miao de Qianxinan

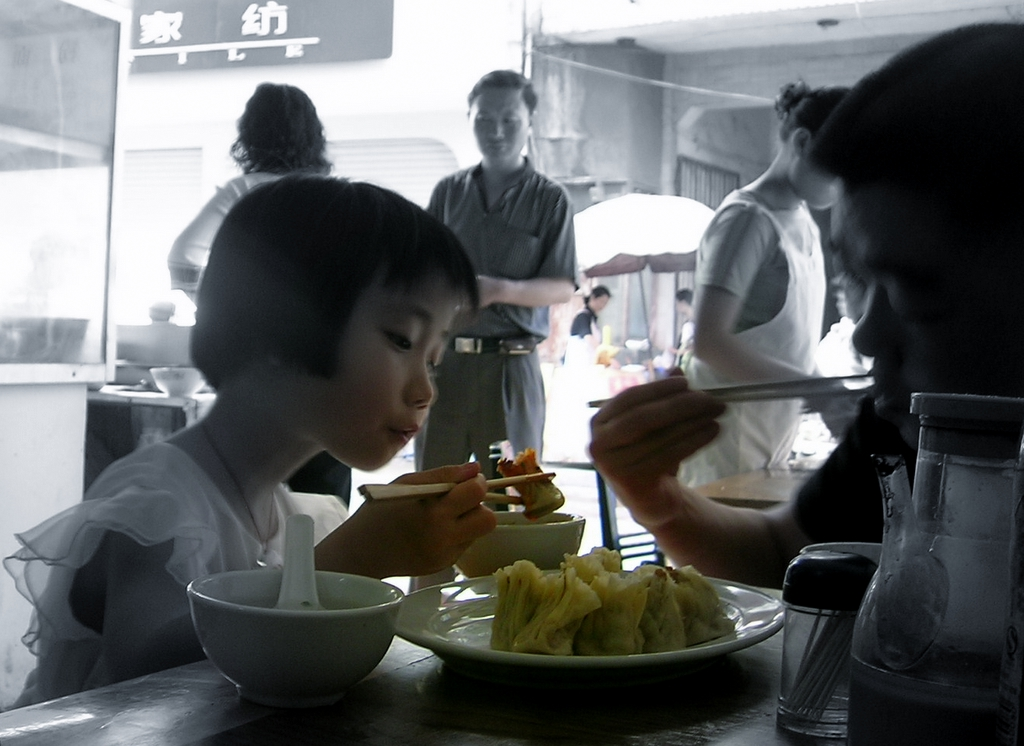
Petit déjeuner à Xingyi

La préfecture autonome buyei et miao de Qianxinan (黔西南布依族苗族自治州 ; pinyin : Qiánxīnán bùyīzú miáozú Zìzhìzhōu) est une subdivision administrative du sud-est de la province du Guizhou en Chine.

## Subdivisions administratives
La préfecture autonome buyei et miao de Qianxinan exerce sa juridiction sur huit subdivisions - une ville-district et sept xian :
- la ville de Xingyi - 兴义市 Xīngyì Shì ;
- le xian de Xingren - 兴仁县 Xīngrén Xiàn ;
- le xian de Pu'an - 普安县 Pǔ'ān Xiàn ;
- le xian de Qinglong - 晴隆县 Qínglóng Xiàn ;
- le xian de Zhenfeng - 贞丰县 Zhēnfēng Xiàn ;
- le xian de Wangmo - 望谟县 Wàngmó Xiàn ;
- le xian de Ceheng - 册亨县 Cèhēng Xiàn ;
- le xian d'Anlong - 安龙县 Ānlóng Xiàn.